# Ташлама
Ташлама — река в России, правый приток Сургута, протекает по Исаклинскому району Самарской области. Устье реки находится в 79 км по правому берегу реки Сургут. Длина реки составляет 12 км.

## Этимология
Название реки имеет тюркское происхождение. Наиболее вероятна версия, что гидроним означает «каменистая вода» и символизирует каменное дно реки. На это указывает и село Каменка, через которое протекает Ташлама.

## Данные водного реестра
По данным государственного водного реестра России относится к Нижневолжскому бассейновому округу, водохозяйственный участок реки — Сок от истока и до устья. Речной бассейн реки — Волга от верховий Куйбышевского вдхр. до впадения в Каспий.
Код объекта в государственном водном реестре — 11010000612112100005822.